# Linnaemya gowdeyi
Linnaemya gowdeyi är en tvåvingeart som beskrevs av Charles Howard Curran 1934. Linnaemya gowdeyi ingår i släktet Linnaemya och familjen parasitflugor.
Artens utbredningsområde är Uganda. Inga underarter finns listade i Catalogue of Life.